# Scatola dell'aria

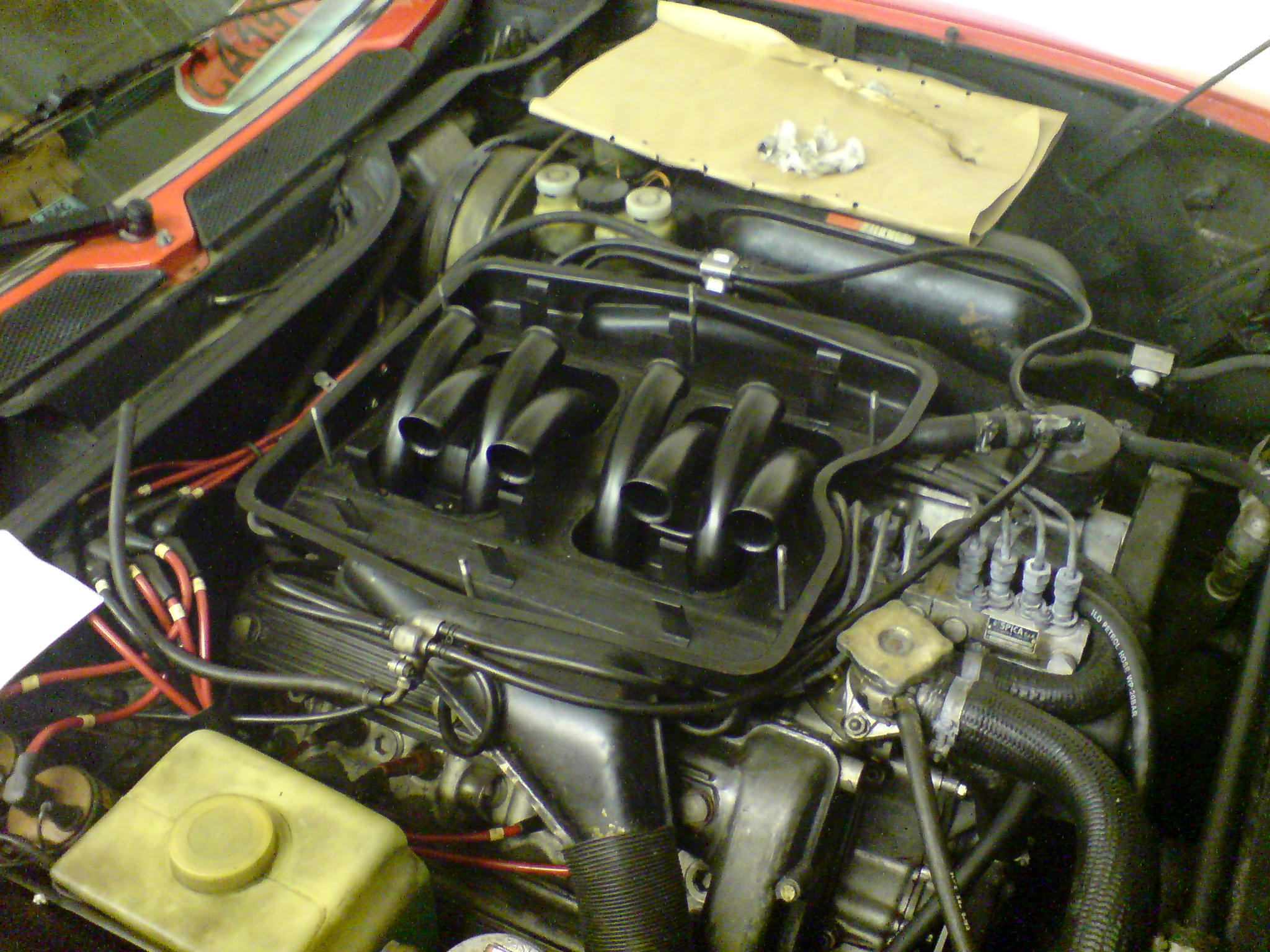
Dettaglio dellAir box di una Alfa Montreal

La scatola dell'aria, la scatola filtro o air-box è un contenitore con funzione di gestione dell'aria in ingresso al sistema d'alimentazione, all'interno normalmente contiene il filtro dell'aria, in pratica serve a gestire e regolare il flusso d'aria per la miscela "aria/carburante" poi diretta al motore.
Spesso nei motori usati in competizioni sportive, al fine di raggiungere ottimizzazioni di rendimento a scapito della durata stessa degli organi meccanici, la scatola dell'aria non contiene filtri ed è conformata per ottimizzare la velocità d'approvvigionamento dell'aria richiesta dalla combustione del motore.

## Tipologia

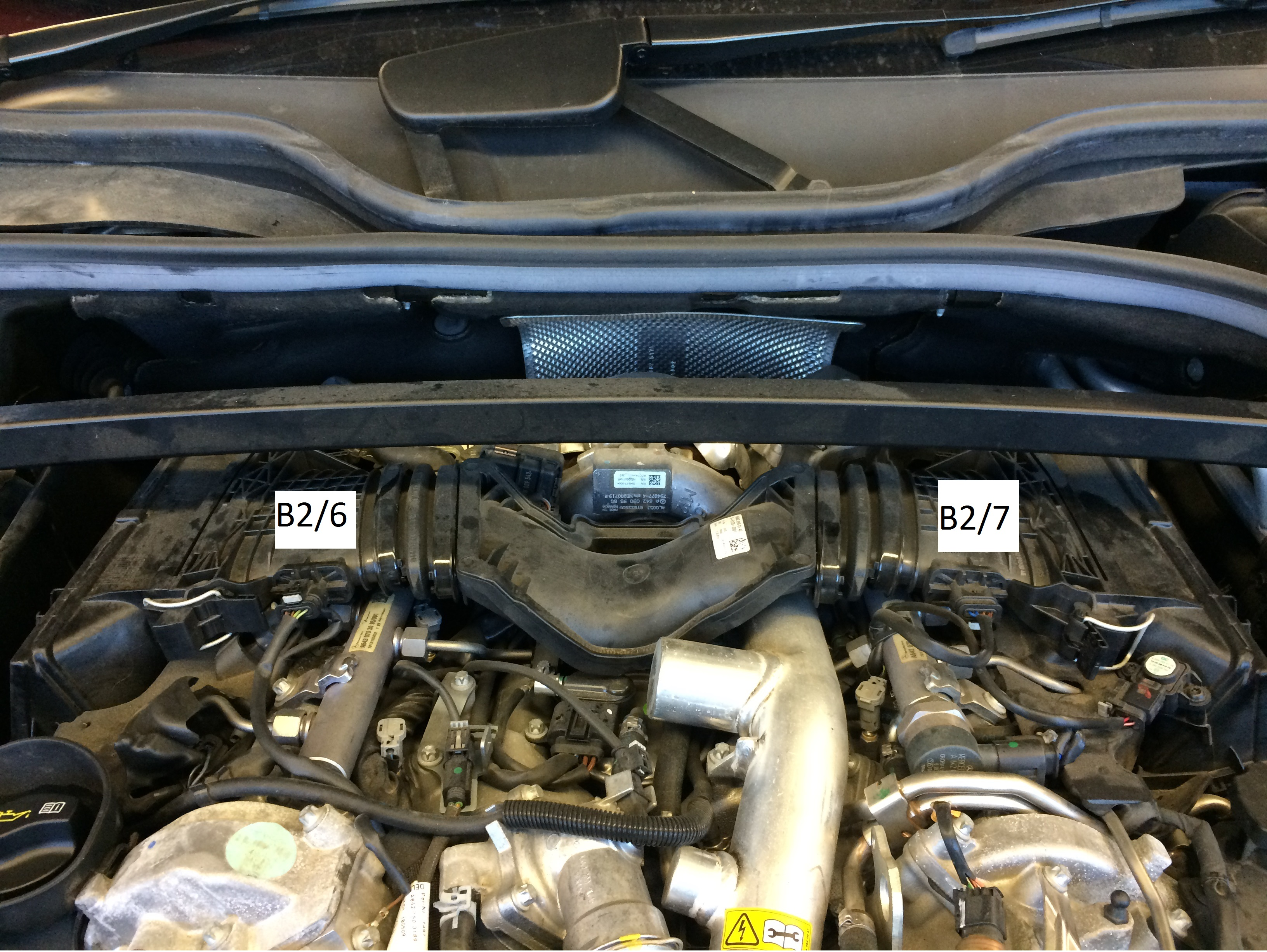
Air Box di un motore Mercedes OM642

Di queste scatole ne esistono vari tipi:
- Ad aria calma
- Ad aria in pressione (Air box dinamico)
- Ad aria raffreddata e deumidificata

### Ad aria calma
Costituisce il primo tipo di scatola filtro ed è stato usato abbondantemente dal 1950 dopo che si è scoperta la sua utilità, perché tale scatola permette che l'aria diretta al motore non abbia un moto turbolento e soprattutto che il motore possa aspirarla più facilmente, con uno sforzo minore.
Questi vantaggi sono dati perché l'aria si trova ad essere priva di turbolenze dentro questa scatola, inoltre si può sfruttare la risonanza di Helmholtz per poter migliorare il rendimento volumetrico a un dato regime, inoltre rispetto ai sistemi privi dell'air-box si evitano le depressioni nel condotto d'aspirazione, che causano una maggiore difficoltà nel riempimento del cilindro nella sua fase d'aspirazione, difficoltà generate dall'inerzia dell'aria, che si muove (in direzione opposta rispetto al mezzo) in modo da creare zone di depressione in prossimità dei condotti d'aspirazione.

### Ad aria in pressione
Questo tipo di scatola, ideato in quanto le scatole filtro originali iniziavano ad avere ingombri eccessivi (con conseguenti difficoltà a trovar loro giusto spazio nel vano motore), sfrutta invece la pressione aerodinamica che si genera durante la marcia del veicolo: grazie a prese/convogliatori d'aria disposte nella parte anteriore del mezzo, l'aria viene pompata nella scatola con una maggiore pressione, con conseguente migliore rendimento del motore e ingombri nettamente inferiori.
L'aria infatti, avendo verso opposto a quello della marcia del mezzo, viene forzata dentro il motore per via della sua inerzia costringendone l'ingresso nella scatola (airbox). Questo lieve aumento della pressione interna, oltre a migliorare il riempimento del cilindro e il conseguente aumento della potenza, aumenta anche la capacità di filtraggio attraverso il filtro dell'aria, ripercuotendosi in un allungamento della vita del motore stesso e diminuendone l'usura a causa della minori quantità di impurità e pulviscolo aspirati.

### Ad aria raffreddata e deumidificata
Nella scatola filtro aria (AIR-BOX) viene installato un evaporatore collegato all'impianto del condizionatore dell'autovettura. Questo apparato permette di abbassare la temperatura dell'aria e l'umidità dell'aria stessa (anche in inverno). I vantaggi che si possono ottenere sono sia nella migliore erogazione della potenza del motore che nella riduzione della formazione dei NOx e CO2.
Infatti la potenza erogabile da un motore a combustione interna è influenzata, in modo significativo, dai fattori ambientali quali la pressione, la temperatura e l'umidità dell'aria, in quanto ne modificano il coefficiente di riempimento.

## Accorgimenti
Per le scatole filtro esistono vari accorgimenti:
- Sfiato o decantatore, si tratta di un componente presente nella zona più bassa della cassa filtro, che serve a far fuoriuscire eventuale liquido o sporco (olio per filtri) dalla cassa filtro, senza che da questo entri aria o liquidi.
- Tappo di svuotamento, può essere presente in sostituzione o in affiancamento allo sfiato tradizionale, che permette una maggiore permeabilità in caso il livello dell'acqua s'innalzi in modo tale da coprire parte della scatola dell'aria.
- Silenziatore, le casse filtro sono munite di silenziatore all'aspirazione, che generalmente è costituito da un lieve prolungamento della presa dell'aria, infatti con questo accorgimento si evita di far entrare in risonanza la cassa filtro, il che genera molto rumore e si regolarizza il flusso aspirato.
- Forma, la cassa filtro ha una forma e dimensione tale da linearizzare l'aria aspirata, quindi evitare che si formino turbolenze.
- Integrazione, la cassa filtro, invece che connettersi al carburatore o condotto d'aspirazione dell'iniezione in serie, potrebbe inglobare il sistema d'apporto del carburante (carburatore o iniettore o i soli cornetti d'aspirazione), in modo da ridurre la lunghezza totale e la resistenza dell'aspirazione.
- Presa d'aria alta o Snorkel[2], soluzione utilizzata sia per ridurre la quantità di sporco aspirata sia per evitare l'infiltrazione d'acqua.
- Polmone di recupero elemento cavo che funge da riserva e modifica il riempimento del propulsore.

## Vantaggi
I vantaggi nell'uso dell'Air-box sono:
- Protezione dell'organo addetto alla purificazione dell'aria
- Miglioramento delle condizioni operative del motore
- Riduzione della rumorosità del motore in aspirazione

## Svantaggi
Questo sistema ha un unico svantaggio:
- Ingombro maggiore

## Applicazioni particolari
L'air-box è stato usato come telaio da parte della Ducati, più precisamente sulla Ducati Desmosedici GP9 (2009), costruito in fibra di carbonio, poi successivamente venne provato anche in alluminio.